# Henry Briggs
Pour les articles homonymes, voir Briggs.
Henry Briggs né  en février 1561,  à Warley Wood près de Halifax dans le Yorkshire, décédé à Oxford le 26 janvier 1630, est un mathématicien anglais. Il est l'auteur de travaux de géométrie. Il fut professeur de géométrie au collège de Gresham à Londres puis occupa la chaire fondée par Henry Savile à Oxford. Il perfectionna l'invention des logarithmes qui venait d'être faite par John Napier, et fit un grand nombre de travaux utiles à l'astronomie et à la géographie.
On lui doit les premières tables de logarithmes décimaux, intitulées Arithmetica logarithmica (Londres, 1624). Un cratère lunaire porte son nom.

## Biographie
Briggs étudia à St John's College (Cambridge) de 1577 à 1581. En 1588, il fut élu Fellow de son collège, et en 1592 obtint la chaire de médecine fondée par Thomas Linacre ; il donnait également déjà quelques conférences sur les mathématiques. Au cours de cette période, il s'intéressa à la navigation et à l'astronomie, collaborant avec Edward Wright. En 1596, il devint premier professeur de géométrie dans le tout nouveau Gresham College de Londres ; au cours des 23 ans où il y enseigna, il fit de Gresham College le centre des mathématiques en Angleterre, propageant notamment les idées de Johannes Kepler. C'était un ami de l'astrologue Christopher Heydon. Dès 1614, Briggs se procura une copie du chef-d'œuvre de Napier, Mirifici Logarithmorum Canonis Descriptio, dont la lecture le bouleversa.
Dans les conférences qu'il donna cette année-là au Gresham College, il expliquait les logarithmes de Napier et indiquait comment on pouvait les modifier en prenant une base différente de celle de Napier (1/e), de façon que 1 devienne le logarithme du rapport 10/1 ; puis il écrivit à l'inventeur des logarithmes pour lui soumettre son idée. Briggs s'intéressait à diverses disciplines, et on le consultait fréquemment sur des questions aussi diverses que l'astronomie, l'arpentage, la navigation, les mines etc. Briggs investit lui-même des capitaux dans la London Company, ce qui indique qu'il vivait dans une relative aisance.
En 1616, Briggs rendit visite à John Napier à Édimbourg pour lui faire part de ses idées concernant la simplification de ses tables de logarithmes. Il fit une nouvelle visite l'année suivante pour les mêmes motifs, et à son retour, en 1617, il publia ses premières tables de nouveaux logarithmes décimaux (1000 valeurs avec quatorze décimales), Logarithmorum Chilias prima. En 1619 il fut nommé Savilian professor de géométrie à l'université d'Oxford, et démissionna de sa chaire de médecine du Gresham College en juillet 1620. Peu après sa prise de fonctions à Oxford, il reçut le grade de master of arts.
En 1622 il publia un court manifeste intitulé On the Northwest Passage to the South Seas, through the Continent of Virginia and Hudson's Bay, puis suivit en 1624 son grand œuvre, Arithmetica Logarithmica, qui contenait les logarithmes de 30 000 nombres avec quatorze décimales (de 1 à 20 000 et de 90 001 à 100 000). Il paracheva également une table des logarithmes de sinus et de tangente des arcs de centième de degré en centième de degré, là encore avec 14 décimales, une table des sinus à quinze décimales, et enfin des tangentes et des sécantes précises à dix décimales ; ces tables furent imprimées à Gouda en 1631 et parurent en 1633 sous le titre Trigonometria Britannica ; ces tables sont probablement un développement de la Logarithmorum Chilias Prima (1617), où Briggs donnait un premier aperçu de la notion de logarithme ainsi qu'une table. Briggs énonça sans preuve une identité équivalente au binôme de Newton.
Briggs fut inhumé dans la chapelle de Merton College, à Oxford. Smith, dans ses « Lives of the Gresham Professors », le décrit comme un homme de grande probité, un contempteur des richesses satisfait de sa propre condition, préférant une retraite studieuse aux mondanités.

## Ouvrages

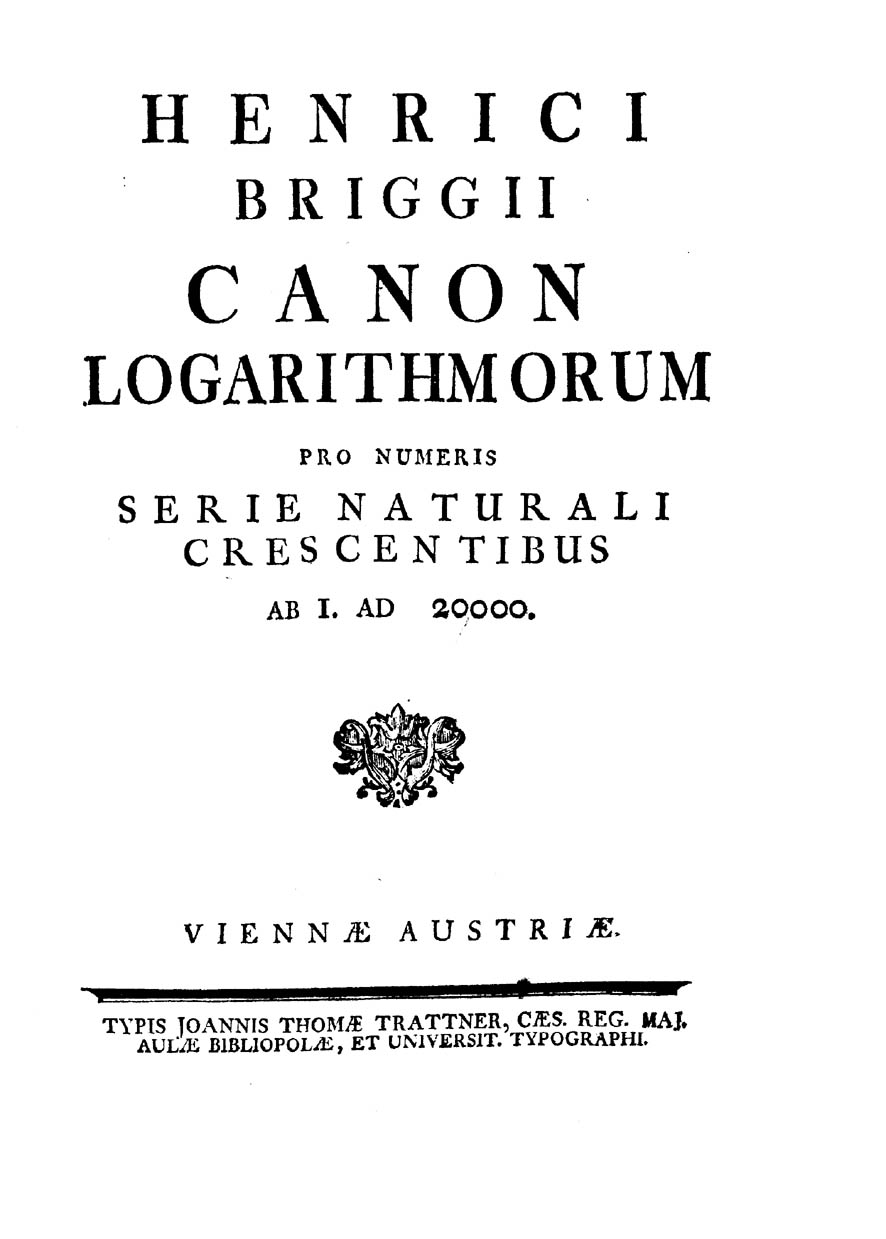
Canon logarithmorum

- A Table to find the Height of the Pole, the Magnetical Declination being given (Londres, 1602, in-quarto)
- Tables for the Improvement of Navigation, imprimé dans la seconde édition du traité d'Edward Wright intitulé Certain Errors in Navigation detected and corrected (Londres, 1610, in-quarto)
- A Description of an Instrumental Table to find the part proportional, devised by Mr Edward Wright (Londres, 1616 and 1618, in-duodecimo)
- Logarithmorum chilias prima, (Londres, 1617, in-octavo)
- Lucubrationes et Annotationes in opera posthuma J. Neperi (Edimbourg, 1619, in-quarto)
- Euclidis Elementorum VI. libri priores (Londres, 1620. in-folio)
- A Treatise on the North-West Passage to the South Sea (Londres, 1622, 4to), réimprimé dans le vol. III des Pilgrims, de Samuel Purchas p. 852
- Arithmetica Logarithmica aperçu, (Londres, 1624, in-folio)
- Trigonometria Britannica (Gouda, 1663, in-folio)
- deux lettres à l'archevêque Henry Usher
- Mathematica ab Antiquis minus cognita.

Quelques autres travaux, comme ses Commentaries on the Geometry of Peter Ramus, et ses Remarks on the Treatise of Longomontanus sur la quadrature du cercle sont restés inédits.

## Source
Cet article comprend des extraits du Dictionnaire Bouillet. Il est possible de supprimer cette indication, si le texte reflète le savoir actuel sur ce thème, si les sources sont citées, s'il satisfait aux exigences linguistiques actuelles et s'il ne contient pas de propos qui vont à l'encontre des règles de neutralité de Wikipédia.
- (en) Cet article est partiellement ou en totalité issu de l’article de Wikipédia en anglais intitulé « Henry Briggs (mathematician) » (voir la liste des auteurs).